# Ключевское сельское поселение (Тюменская область)
Ключевское се́льское поселе́ние — муниципальное образование в Нижнетавдинском районе Тюменской области Российской Федерации.
Административный центр — посёлок Ключи.

## История
Статус и границы сельского поселения установлены Законом Тюменской области от 5 ноября 2004 года № 263 «Об установлении границ муниципальных образований Тюменской области и наделении их статусом муниципального района, городского округа и сельского поселения».

## Население
| 2010  | 2011  | 2012  | 2013  | 2014  | 2015  | 2016  |
| ----- | ----- | ----- | ----- | ----- | ----- | ----- |
| 1503  | ↗1506 | ↘1489 | ↗1492 | ↗1501 | ↘1491 | ↘1435 |
| 2017  | 2018  | 2019  | 2020  | 2021  |       |       |
| ↘1402 | ↘1368 | ↘1305 | ↘1284 | ↗1762 |       |       |

## Состав сельского поселения
| № | Населённый пункт | Тип населённого пункта          | Население |
| - | ---------------- | ------------------------------- | --------- |
| 1 | Гузенеевский     | посёлок                         | 4         |
| 2 | Ипкуль           | село                            | 93        |
| 3 | Ключи            | посёлок, административный центр | 471       |
| 4 | Кунчур           | посёлок                         | 577       |
| 5 | Мияги            | деревня                         | 31        |
| 6 | Тангачи          | деревня                         | 40        |
| 7 | Торгили          | посёлок                         | 276       |
| 8 | Шапкуль          | деревня                         | 11        |